# 수퍼리얼리즘
수퍼리얼리즘(super-realism) 또는 하이퍼리얼리즘(hyper-realism)은 '리얼리즘 이상의 리얼리즘'의 뜻으로 제2차대전 이후 미술의 한 경향을 나타낸다. 1960년대 후반, 미국을 중심으로 나타난 이 동향은 팝 아트와 인체를 사실적으로 묘사하는 필립 펄스타인(Philip Martin Pearlstein, 1924.05.24 ~ 2022.12.17)의 뉴 리얼리즘의 영향이 엿보인다. 사진을 이용하여 인물이나 도시 경치를 그리되 주관을 배제하고 실물과 꼭 같은 인간상을 작성한다. 그 때문에 샤프 포커스 리얼리즘(sharp focus realism), 포토리얼리즘(photorealism), 포토 아트(photo art)라고도 칭한다. 대표작가로는 척 클로스(Chuck Close, 1940 ∼ 2021), 로버트 벡틀(Robert Bechtle, 1932∼), 리차드 에스테스(Richard Estes, 1936∼), 존 솔트(John Salt, 1937∼), 로버트 코팅엄(Robert Cottingham, 1935∼), 리차드 맥린(Richard Mclean, 1934∼), 랄프 고잉스(Ralph Goings, 1928∼), 조형작가로는 듀안 핸슨(Duane Hanson, 1925∼) 등이 있다.

## 같이 보기
- 현대 미술
- 미술의 역사
- 극사실주의
- 서양 미술사
- 서양화